# Municipio Plaza
El Municipio Plaza es uno de los 21 municipios que forman parte del estado Miranda, Venezuela. Debe su nombre al militar venezolano Ambrosio Plaza. Tiene una superficie de 180 km², una población de 309 987 habitantes según el censo de 2023. Su capital es Guarenas, que deriva de "huerena", una palabra indígena que significa "pradera". Sólo tiene una parroquia, la Parroquia Guarenas.

## Historia
El territorio fue oficialmente declarado como Municipio Plaza el 27 de abril de 1881, consolidando su autonomía administrativa dentro del estado Miranda. Su capital es la ciudad de Guarenas, una de las más importantes del eje metropolitano oriental.
A partir de la década de 1980, el municipio experimentó un acelerado crecimiento urbano y demográfico, impulsado por su proximidad a Caracas y su conexión vial con la capital a través de la autopista Gran Mariscal de Ayacucho. Este proceso favoreció la expansión de zonas residenciales e industriales, atrayendo población desde distintos puntos del país.
El desarrollo urbano ha generado una conurbación con la ciudad vecina de Guatire, formando un continuo urbano conocido como Guarenas-Guatire, que en ocasiones es considerado parte del Área Metropolitana de Caracas o Gran Caracas, debido a su integración funcional, económica y demográfica con la capital venezolana.

### Límites
El municipio Plaza tiene en su frontera occidental al municipio Sucre uno de los cinco que integran el Distrito Metropolitano de Caracas. Así mismo, limita al norte con el estado Vargas (del cual lo separa la Cordillera de la Costa), al este con el municipio Zamora y al sur con el municipio Paz Castillo (perteneciente a los Valles del Tuy).

### Organización parroquial
Posee una sola parroquia: Guarenas.

## Política y gobierno

### Alcaldes
| Período                            | Alcalde                     | Partido Político / Alianza | % de votos | Notas |
| ---------------------------------- | --------------------------- | -------------------------- | ---------- | --- |
| 1989 - 1992                        | Aníbal Jesús (Tito) Cordozo | Copei                      | 40,52      | Primer alcalde bajo elecciones directas                                                                                |
| 1992 - 1995                        | Arnaldo González            | Copei                      | 31,75      | Segundo alcalde bajo elecciones directas                                                                               |
| 1995 - 2000                        | Arnaldo González            | Copei                      | -          | Reelecto (se realizaron elecciones generales adelantadas en el 2000 debido a la aprobación de la Constitución de 1999) |
| 2000 - 2004                        | William Paéz                | MVR                        | 54,34      | Tercer alcalde bajo elecciones directas                                                                                |
| 2004 - 2008                        | William Paéz                | MVR                        | 40,66      | Reelecto |
| 2008 - 2013                        | Freddy Rodríguez            | PSUV                       | 62,11      | Cuarto alcalde bajo elecciones directas (se postergan 1 año las elecciones municipales pautadas para finales del 2012) |
| 2013 - 2017                        | Rodolfo Sanz                | PSUV                       | 57,93      | Quinto alcalde bajo elecciones directas                                                                                |
| 2017 - 2021                        | Luis Figueroa               | PSUV                       | 70,84      | Sexto alcalde bajo elecciones directas                                                                                 |
| 2021 - 2025                        | Freddy Rodríguez            | PSUV                       | 51,64      | Séptimo alcalde bajo elecciones directas                                                                               |
| Fuente: Consejo Nacional Electoral |                             |                            |            | |

### Concejo municipal
Período 2021 - 2025
| Concejales        | Partido político / Alianza |
| ----------------- | -------------------------- |
| Meryl Fulda       | PSUV                       |
| Anderson Arias    | PSUV                       |
| Viviana Gutiérrez | PSUV                       |
| Carlos Lugo       | PSUV                       |
| Zulmy Orozco      | PSUV                       |
| Miguel Mora       | PSUV                       |
| Lenka Escobar     | PSUV                       |
| Veronica Cabrera  | FV                         |
| Andely Acevedo    | FV                         |